# Дім дня, дім ночі
Дім дня, дім ночі (пол. Dom dzienny, dom nocny) — роман Ольги Токарчук, опублікований видавництвом Wydawnictwo Ruta у 1998 році.

## Конспект
Хоча номінально це роман, «Дім дня, дім ночі» — це скоріше набір слабко пов'язаних розрізнених історій, замальовок і нарисів про минуле та сучасне життя автора в Краянуві, польському селі в Судетах поблизу польсько-чеського кордону. Хоча дехто назвав роман «найважчим» твором Токарчук, принаймні для тих, хто не знайомий з історією Центральної Європи, це була її перша книга, видана англійською мовою.

## Публікація
Dom dzienny, dom nocny вперше було видано незалежним видавництвом Токарчук Wydawnictwo Ruta у 1998 році.
У 1999 році книга була продана тиражем 40 000 примірників, що поставило її на шосте місце серед бестселерів польських авторів року.
Наприкінці 2000 року Бертельсманн опублікував роман в Інтернеті. З цієї причини Dom dzienny, dom nocny став першим романом у Польщі, опублікованим в Інтернеті в електронному вигляді. Книга була доступна у вигляді звичайного текстового файлу на веб-сайті Świat Książki. Ця подія вважається початком ринку електронних книг у Польщі.

### Переклад
Англійською мовою роман був перекладений як House of Day, House of Night перекладачем Антонією Ллойд-Джонс. Вперше вона була опублікована у Великобританії видавництвом Granta Books у 2002 році. У 2003 році він був опублікований у Сполучених Штатах у видавництві Північно-Західного університету.

## Рецепція
В огляді за 1998 рік, Jarosław Klejnocki охарактеризував роман як 'наймасштабніший проект Ольги Токкарчук', а також вказав, що він інтегрує різні стилі та жанри. Dariusz Nowacki, який раніше був критиком Токарчук, розглядав роман як першу похвальну роботу в її творчості. Кінга Дунін похвалила Токарчук за те, що вона знайшла свій унікальний голос у романі; Дунін також вважала, що роман допоможе читачам впоратися зі страхом смерті. Przemysław Czapliński описав його як 'один із найкрасивіших сильва' в польській літературі.
У 1998 році роман отримав премію Владислава Реймонта.
Роман був удостоєний призу глядацьких симпатій Nike Award за 1999 рік.

## Нагороди та відзнаки
| Рік      | Нагорода                                 | Результат    | Ref.   |
| -------- | ---------------------------------------- | ------------ | ------ |
| 2004 рік | Міжнародна Дублінська літературна премія | У шорт-листі | [ 13 ] |
| 1999 рік | Приз глядацьких симпатій Nike            | Перемога     | [ 12 ] |
| 1998 рік | Премія Владислава Реймонта               | Перемога     | [ 14 ] |